# Salpingogaster punctifrons
Salpingogaster punctifrons är en tvåvingeart som beskrevs av Charles Howard Curran 1929. Salpingogaster punctifrons ingår i släktet Salpingogaster och familjen blomflugor. Inga underarter finns listade i Catalogue of Life.